# 傅森 (军机大臣)
傅森（穆麟德轉寫：fusen，？—1801年），鈕祜祿氏，滿洲鑲黃旗人，清朝政治人物、军机大臣。
嘉庆二年（1797年）闰六月，以兵部右侍郎在军机处学习行走，十月转任户部右侍郎。三年（1798年）二月，到回部办事罢直军机处。四年（1799年）十月，以兵部尚书在军机处行走。五年（1800年）三月到盛京办差，四月回京。六年（1801年）正月转任户部尚书，二月去世。